# Franz von Hatzfeld

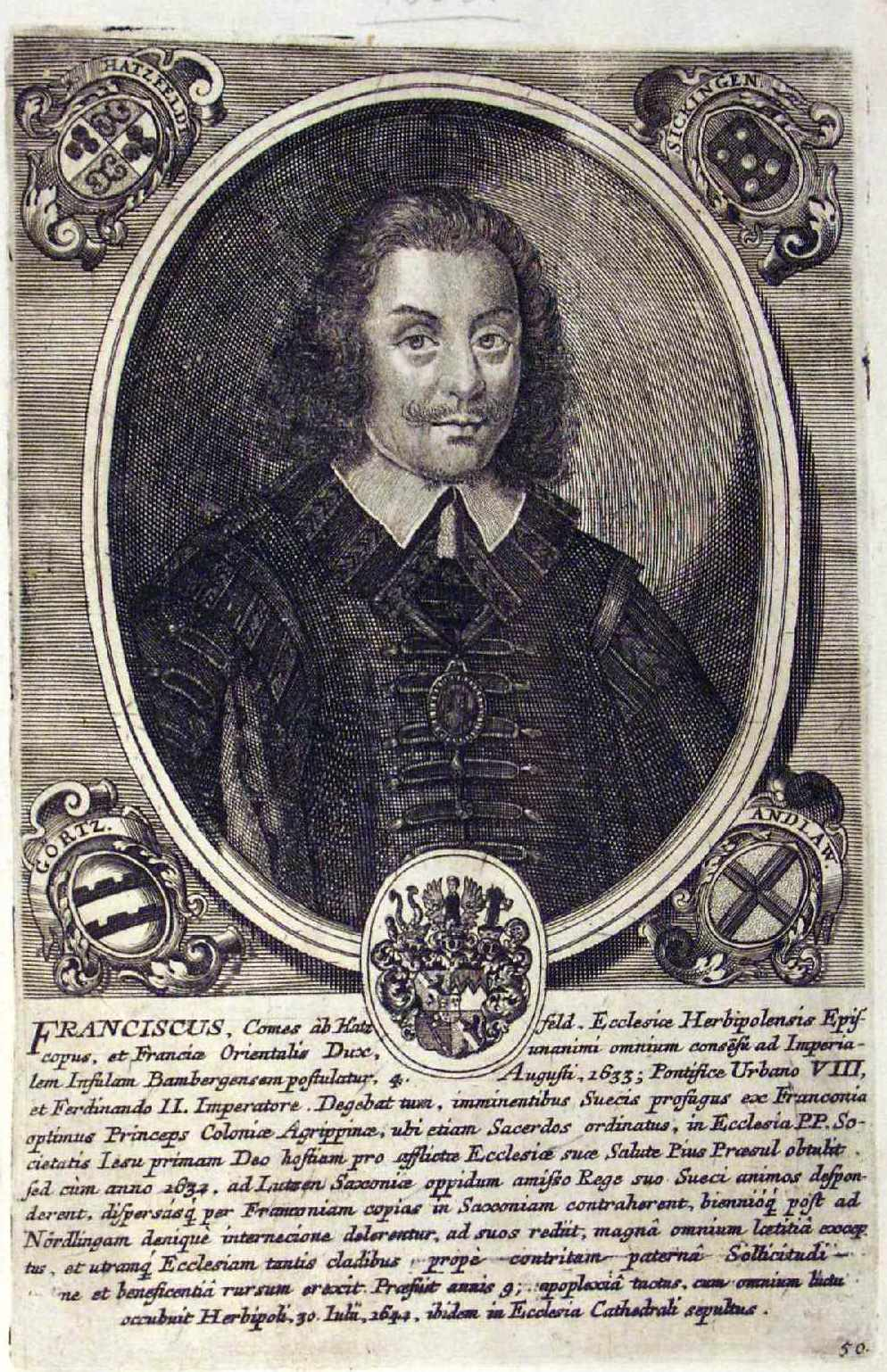
Franz von Hatzfeld, Kupferstich von Johann Salver

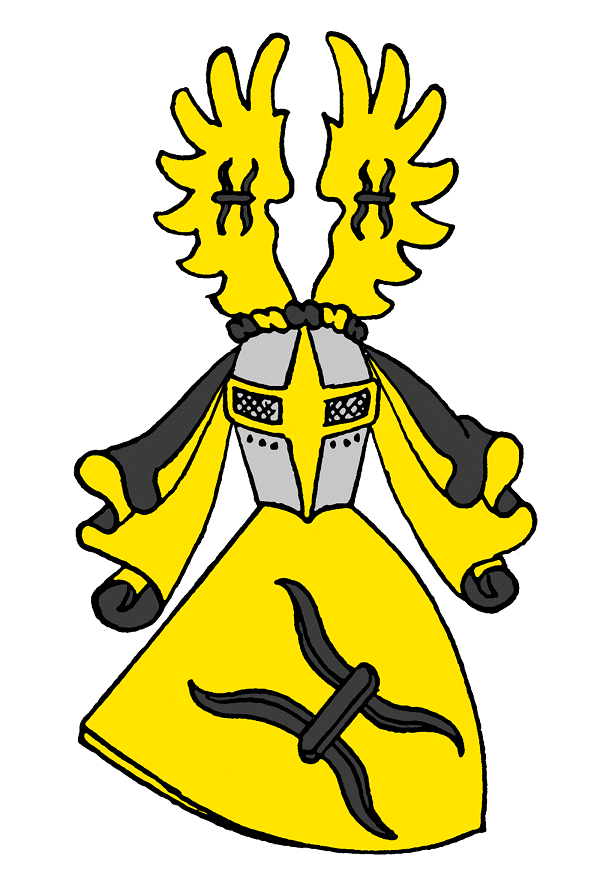
Wappen der Familie von Hatzfeld. Als Bischof führte es Franz von Hatzfeldt als Element in einem gemehrten Wappen weiter.

Franz von Hatzfeld, seit 1635 Franz Graf von Hatzfeld (* 13. September 1596 auf Schloss Crottorf; † 30. Juli 1642 in Würzburg), war seit 1631 Fürstbischof von Würzburg und von 1633 bis zu seinem Tod 1642 Fürstbischof des Hochstiftes Bamberg.

## Familie
Franz von Hatzfeld stammte aus der hessischen reichsfreien Adelsfamilie der von Hatzfeld. Sein Vater war Freiherr Sebastian von Hatzfeld-Wildenburg (1566–1630), kurmainzischer Rat, Oberamtmann und Landrichter des Eichsfelds bei Heiligenstadt, seine Mutter Lucia von Sickingen (1569–1603) war die Tochter des kurpfälzischen Rats Franz von Sickingen. Franz von Hatzfeld wurde als ihr dritter Sohn auf Schloss Crottorf im Wildenburger Land geboren. Der namensgebende Ort Hatzfeld ist heute eine Stadt im Landkreis Waldeck-Frankenberg in Hessen.
Sein älterer Bruder Melchior von Hatzfeld war ein bekannter Feldherr aus dem Dreißigjährigen Krieg. Weitere Brüder waren Heinrich Friedrich (* 1592), Domherr in Mainz, und der Reichshofrat und Oberst Hermann von Hatzfeld (1603–1673). Im Alter von sieben Jahren verlor er seine Mutter, die bei der Geburt seines jüngsten Bruders Hermann starb. Im Folgejahr ging sein Vater eine zweite Ehe mit seiner Cousine Maria Margaretha von Hatzfeld ein, die eine Tochter gebar, die den Namen Lucia (1605–1670) erhielt und als Gemahlin des Freiherrn Bertram von Nesselrode (1592–1678) starb. Margaretha von Bockenförde genannt Schüngel wurde nach Maria Margarethas Tod die dritte Ehefrau seines Vaters. Sie scheint die Mutter der Töchter Maria Margaretha und Anna Maria gewesen zu sein.

## Leben
Sein Vater Sebastian, der schon früh von der lutherischen zur katholischen Konfession gewechselt war, war der Ansicht, dass sich Franz dem geistlichen Stande widmen sollte; damit bezweckte er, die Zukunft seiner Söhne zu sichern, da die Hatzfeld’schen Besitzungen nicht allzu umfangreich waren und nur geringe Einkünfte abwarfen. Bereits mit zehn Jahren erlangte Franz das Amt eines Domherrn zu Würzburg; zwei Jahre darauf wurde er Domherr zu Bamberg. Als Dreißigjähriger trat er als bambergischer Kanonikus das Amt eines Domkantors in Bamberg an; ein Jahr darauf wurde er Würzburger Domkapitular, dann bekleidete er das Amt eines Propstes des Kollegialstift St. Gangolf, das er formell bis 1633 innehatte.
Am 7. August 1631 wählte ihn das Domkapitel in Würzburg zum Fürstbischof und honorierte damit seine Verdienste um die fränkischen Bistümer, die er sich in seinen zahlreichen Ämtern zuvor erworben hatte. Anerkennung brachte ihm auch die Tätigkeit als Würzburger Gesandter auf dem kurfürstlichen Kollegialtag zu Regensburg und die Vertretung des Bamberger Bischofs auf dem so genannten Kompositionstag in Frankfurt am Main kurz vor seiner Wahl. Dazu kam seine stets loyale Haltung zum Kaiser ebenso wie seine guten Beziehungen zum Wiener Hof. Zur Zeit der Ernennung von Franz von Hatzfeld zum Fürstbischof war Urban VIII. Papst und Ferdinand II. Kaiser. Im Dreißigjährigen Krieg besetzten die Schweden Bamberg und Franz von Hatzfeld floh nach Köln. Der schwedische Kanzler Axel Oxenstierna gab am 20. Juni 1633 dem Herzog Bernhard von Sachsen-Weimar das aus den Fürstbistümern Würzburg und Bamberg gebildete Herzogtum Franken zu Lehen.
In Köln versammelten sich dann unter dem dortigen Erzbischof Ferdinand (1612–1650) die aus ihren Besitzungen von den Schweden vertriebenen katholischen Stände; zu ihnen stieß auch Hatzfeld. Dort beschlossen neben den rheinischen Erzbischöfen von Köln, Mainz, Trier die Bischöfe von Osnabrück, Worms und Würzburg, mit König Ludwig XIII. (1610–1643) Verbindung aufzunehmen, um Frankreich zu Gunsten der katholischen Partei von der Unterstützung des protestantischen Lagers, insbesondere vom Bündnis mit Schweden abzubringen; mit dieser Mission wurde Franz von Hatzfeld betraut. Am 24. Januar 1632 traf er in Metz mit Ludwig XIII. und dessen Kanzler Richelieu zusammen. Nach dem missglückten Ausgang seiner Mission gab er dessen Ergebnis falsch wieder, wodurch er am Wiener Hof zeitweise in Ungnade fiel. Am 4. August 1633 wurde er in der Bamberger Enklave Wolfsberg in Kärnten, wohin das Domkapitel geflüchtet war, zum Bischof gewählt. Von Köln aus förderte der Fürstbischof die Errichtung eines Regiments zum Schutz der fränkischen Bistümer; zur Anwerbung der Söldner gewann er seinen Bruder Melchior.
Anfang September 1634 konnten infolge des Sieges der kaiserlichen Truppen über die schwedischen Heerführer Horn und Weimar in der Schlacht bei Nördlingen die Bistümer weitgehend befreit werden. Im November 1634 beendete Franz von Hatzfeld sein kölnisches Exil und kehrte mit den Truppen des Feldmarschalls Philipp Graf von Mansfeld Ende des Jahres nach Würzburg zurück, nachdem er zuvor in Stuttgart von dem späteren Kaiser Ferdinand III. empfangen worden war. Nach seiner Rückkehr kam es nachgewiesenermaßen zu einzelnen Hexenprozessen.
Am 27. Mai 1635 wurden die drei Brüder Franz, Melchior und Hermann vom Kaiser in den Reichsgrafenstand erhoben; 1636 ernannte der Kaiser den Fürstbischof zu seinem Bevollmächtigten und Gesandten für die anstehenden Friedensverhandlungen mit den Schweden, die jedoch scheiterten. Infolge des Prager Friedens vom 30. Mai 1635 musste der Fürstbischof die Wiedereinführung des evangelischen Kirchenwesens hinnehmen.

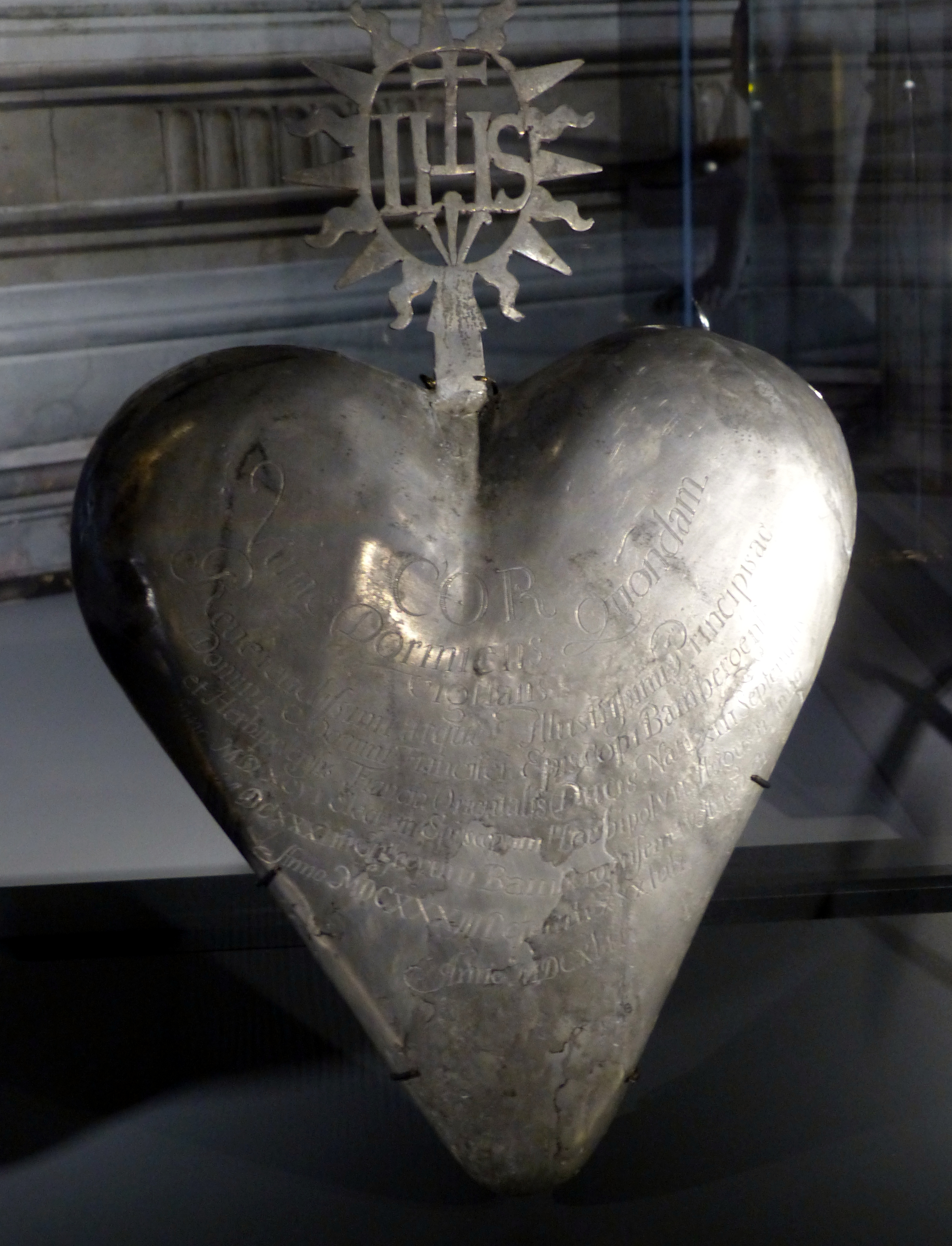
Herzurne des Franz von Hatzfeld

In den nächsten Jahren litt der gesamte fränkische Reichskreis unter weiteren Einquartierungen und Truppendurchzügen, nun der verbündeten bayrischen und kaiserlichen Truppen, für die regelmäßige Kontributionen aufgebracht werden mussten. Die finanziellen Schäden für beide Bistümer blieben allerdings deutlich unter denen der vorherigen schwedischen Besatzung. Beschwerden des Kreistages und des Bischofs mit der Bitte um Reduzierung der Lasten waren erfolglos. Mitte 1639 und Ende 1640 zwangen Einfälle schwedischer Truppen Hatzfeld zur Leistung weiterer Kontributionen, um Plünderungen zu verhindern und die Truppen wieder zum Abzug zu bringen. Über den Winter 1641/42 lagerten wieder kaiserliche Truppen in den Bistümern.
Das Ende des Dreißigjährigen Krieges erlebte Franz von Hatzfeld nicht mehr; er starb 1642 in Würzburg an einem Schlaganfall. 1639 schenkte er die Rittergüter Stockheim und Hasslach der Stadt Kronach; er sorgte auch dafür, dass das Haus Hatzfeld in den Besitz der fränkischen Herrschaften Haltenberg-Stetten, Rosenberg und Waldmannshofen gelangte. Auf seine Initiative gingen auch zahlreiche karitative Einrichtungen, wie das Würzburger Waisenhaus, zurück. In Würzburg und in Bamberg bestiegen mit Johann Philipp von Schönborn und Melchior Otto Voit von Salzburg enge Vertraute Hatzfelds die Bischofsstühle.